# Baška grapa
Baška grapa je okoli 30 km dolga dolina reke Bače, ki se v zgornjem delu vije v smeri severovzhod-jugozahod, v južnem delu pa preide v smer vzhod-zahod. Baška grapa ne označuje le ozke doline, ampak tudi močno razčlenjen svet severno nad njenim dolinskim dnom, ki se naslanja na dolg venec Spodnjih Bohinjskih gora na severu in Cerkljanskega hribovja na jugu. Grebeni ne presegajo 2000 m, vendar je svet zelo razgiban zaradi številnih ozkih, v apnenec vrezanih stranskih sotesk in glavne doline ter slikovitih vasic in zaselkov po pobočjih nad ozko dolino. V Kneških Ravnah je tudi del Triglavskega narodnega parka.

## Teren
Razgiban teren je posledica geološko in petrografsko zelo pestrega sveta. Matično osnovo v glavnem tvorijo apnenci (prevladuje volčanski apnenec) in dolomiti. V geološki preteklosti je v bila izpostavljena erozijski moči Bače in njenih pritokov. Voda je tako izdolbla grape, kjer prevladujejo strma in razčlenjena pobočja s povprečnim naklonom okrog 35º.
Poleg tekočih voda so pobočja oblikovali tudi ledeniki. V diluviju so se s Spodnjih Bohinjskih gora spuščali obsežni ledeniki, ki so na pobočja odložili morene, pomešane s starimi melišči. Oblikovale so se zložnejše terase, ki so poleg dna doline najpoložnejši deli Baške grape.

## Podnebje
Podnebje v Baški grapi ni enovito. V severnem in vzhodnem delu prevladuje alpsko podnebje, od zahoda pa je po dolini Bače čutiti vpliv Jadranskega morja. Skrajno jugovzhodni deli so pod vplivom celinskega podnebja.
Baška grapa prejme preko 2000 mm padavin na leto. Zime so lahko dolge in bogate s snegom, še posebej na nadmorskih višinah nad 1000 m.

## Naselja v Baški grapi
Od 24 naselij jih je samo šest v dnu grape:
- Podbrdo
- Klavže
- Kneža
- Grahovo ob Bači
- Koritnica
- Hudajužna

Druga naselja so še: Obloke, Kneške Ravne, Lisec, Logaršče, Loje, Podmelec, Temljine, Bača pri Podbrdu, Kuk, Petrovo Brdo, Porezen, Trtnik, Grant, Rut, Stržišče, Kal in Znojile.

## Prometna povezava
V letih 1000 do 300 pr. n. št. v obdobju svetolucijske halštatske kulture (Sveta Lucija se je imenoval Most na Soči) je že preko sedla Bača vodila tovorna pot iz Bohinjske strani proti Jadranu. Arheologi so pri Podmelcu našli ostanke grobov s pridatki iz leta 568, ki naj bi pripadali Langobardom. Obstajajo podatki tolminskega cestnega odbora o poteku občinskih cest iz 19. in začetka 20. stoletja, med njimi tudi preko Podbrda, ki je bila leta 1884 podaljšana do Petrovega Brda. Ta povezava je bila ob gradnji železnice precej uničena in se je postopoma modernizirala do pred nekaj desetletji.
Dolina je prometno pomembna predvsem zaradi Bohinjske proge med Novo Gorico in Jesenicami, ki je bila zgrajena  med letoma 1900 in 1906. Železniška proga pri Podbrdu vstopi v skoraj 7 km dolg predor, ki ga zapusti v Bohinjski Bistrici. Cestna povezava med Tolminom, Selško dolino in Bohinjem je danes ovinkasta in ozka in neprimerna za kakšen večji promet.

## Zgodovina poselitve
Ob sotočju Bače in Koritnice so bila najdena železnodobna grobišča z žganimi pokopi in rimskodobni grobovi. Večina grobov sodi v 9. – 4. stol. pr. n. št. Strateško lego Koritnice, na križišču tovornih poti med Idrijo, Bohinjem in Tolminom so uporabljali tudi Rimljani, ki so dolino Bače pregradili in zaprli z zidano utrjeno zaporo Claustra Alpium Iuliarum (med današnjim Zarakovcem in Spodnjim Bukovim).
Do večje poselitve področja je prišlo v letih 1218 do 1251, ko je oglejski patriarh Bertold Andeški naselil kmete iz okolice Innichena v Pustriški dolini (Pustertal) na južnem Tirolskem. Prvi priseljenci so se naselili na območju današnjega Granta in Ruta, potem pa so se počasi širili. Imeli so svojo avtonomijo, rihtarja, oproščeni so bili tudi vseh dajatev. Posledica te naselitve so zemljepisna imena, priimki in govorica, kar vse se je ohranilo do danes. Stara tirolska nemščina se je ponekod ohranila do 19. stoletja. Trinajst vasi nekdanje nemške naselitve je izoblikovalo poseben baški govor z nekaj posebnosti.

## Na svoji zemlji
V Baški grapi je bil leta 1948 posnet prvi slovenski celovečerni film »Na svoji zemlji«

## Naravne znamenitosti
- Mali in Veliki Luti - 300 m dolga in do 30 m široka korita na reki Kneži
- Slap Sopota, Sopad (Lisec), Ruscov slap na potoku Milpoh, slapiči potoka Prošček
- Čendovo brezno
- izvir Dicove vode
- Korita v Klavžah, Korita Klovdra nad vasjo Bača pri Podbrdu
- Reki Knešca in Bača s koriti in slapiči
- Izvir dobre vode v Perilih (Podmelec)
- Kacenpoh - soteska, potok
- Driselpoh - soteska, potok
- Izvir pri Devetih dohtarjih nad Bačo pri Podbrdu
- Kratkodlakava popkoresa, endemit
- Večstoletna lipa v Rutu - posajena menda v 16. stol., pod njo je razsojal rihtar, leta 1844 je delno pogorela. Danes znaša obseg njene krošnje 23 m, obseg debla pa meri 7,96 m.
- Izviri zdravilne pitne vode v Rutu in Grantu

## Kulturna dediščina
- Ostanki objektov iz 1. svetovne vojne
- ostanki Rapalske meje
- Ostanki mlinov, žag in kovačij, kašče, sušilnice
- spominska obeležja iz 2. svetovne vojne
- Prezračevalna naprava pri predoru Bukovo
- Bohinjski predor - železniški portal
- Cerkev Svetih Treh kraljev v Oblokah, 1567
- Farna cerkev Marijinega vnebovzetja v Podmelcu
- Cerkev Svetega Nikolaja v Podbrdu
- Vas Grant in vas Rut - naselbinska dediščina
- Cerkev Svetega Lamberta v Rutu - stavbna dediščina
- Šola v Rutu - stavbna dediščina
- Arheološko najdišče na Trojah v Rutu (žgani grob)
- Jakovkna hiša - freske, muzej, turistična pisarna
- Etnološki muzej pri Martinu na Bači pri Podbrdu
- Narečna govorica

## Pomembni Graparji
- Ivan Kokošar (1860 - 1923), duhovnik, skladatelj in zbiratelj ljudskih napevov.
- Zorko Jelinčič (1900 - 1965), slovenski narodni delavec in organizator, po njem se imenuje planinska koča na Črni prsti
- Ciril Drekonja (1896 - 1944), slovenski pisatelj, pesnik
- Ivo Šorli (1877 - 1958), organizator slovenskih učiteljev na Primorskem in borec proti fašizmu.
- Simon Golja (1620 - 1711), slovenski pesnik, pisatelj, dramatik, publicist in prevajalec.
- Štefan Golja (1689 - 1764), slovenski kmet
- Viktor Kos (1899 - 1978), slovenski rimskokatoliški duhovnik
- Tomaž Seljak (1878 - 1964), slovenski slikar in podobar (rezbar)
- Josip Kenda (1859 - 1929), slovenski učitelj in folklorist
- Luka Brelih, domoljub
- Simon Kos (1911 - 1941), tigrovec; po njem nosi ime Osnovna šola Podbrdo.
- Janez Volf (1835 - 1917), duhovnik.
- Pavel Zgaga (1951), filozof in pedagog